# 努尔·艾娜雅特·汗
努尔-烏恩-妮莎·艾娜雅特·汗（英語：Noor-un-Nisa Inayat Khan，1914年1月1日—1944年9月12日），英国间谍，二战时期在法国进行情报工作，于1944年死于达豪集中营。

## 身世

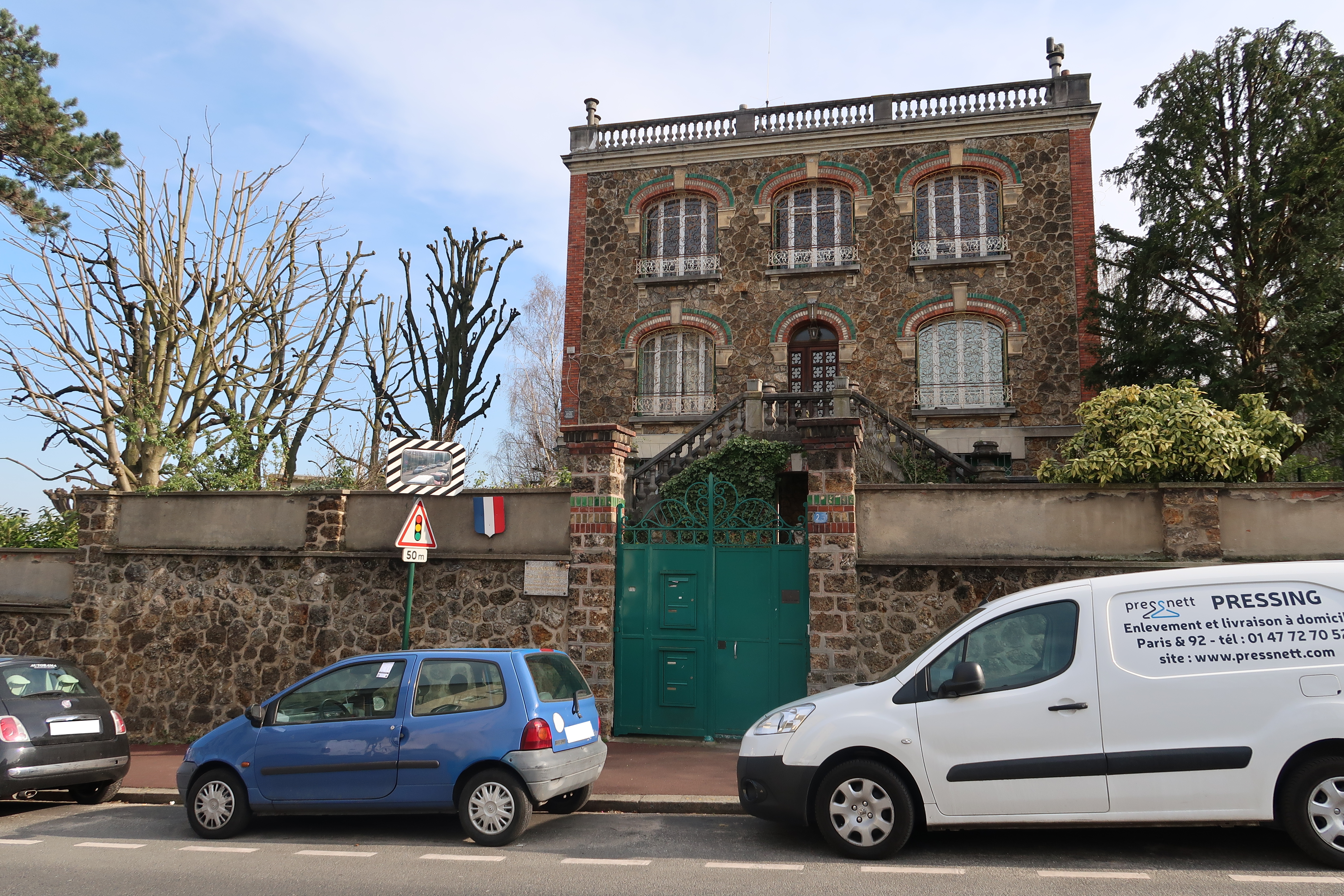
努尔在法國敘雷訥的故居。

努尔·艾娜雅特·汗的父親Inayat Khan，來自古吉拉特邦巴羅達的穆斯林貴族家庭，是南印度邁索爾王國君主蒂普苏丹（1799年被英國東印度公司推翻）的後裔；她的母亲則是美国人。努尔·艾娜雅特·汗1914年出生于俄罗斯莫斯科，7岁随家人移居法国并在巴黎长大，后在巴黎大学学习儿童心理学，在巴黎國立高等音樂舞蹈學院向娜迪亞·布朗熱学音樂，為豎琴和鋼琴作曲。她能讲一口流利的法语和英语；25岁时，努尔已是一名成功的童書作家。
1940年，德国在二战中入侵法国，法国战败，努尔随家人逃到英国。
由于外表出众、气质高雅、语言能力强，努尔被英国皇家空军特别行动署招募为特工。在特别行动署展开的新学员培训课上，努尔不仅反应迟钝，而且学习没有耐心，几乎每门培训课成绩很差；在培训结束时，特别行动署给努尔的评语是：“笨拙、容易激动、害怕武器，脑筋不太好，不善于保护自己。”由于法国沦陷后，德国对英国在法国的许多秘密据点进行清扫，在人员紧缺的情况下，1943年6月，努尔被派往法国巴黎的一个情报小组担任电台发报员，代号“马德莱娜”。

## 特工生涯
在第一次执行传递情报的任务中，努尔忘记接头的暗号，因此将德国军队驻防图向行人展开，以此试探谁是接头者，她的奇怪举动引来一大堆行人。前来接头的两位地下抵抗组织成员伪装成精神病院的工作人员，以寻找走失病人为名将努尔带走。
不久，努尔携带发报机到一处郊区旅馆向伦敦发送一份电文。在完成任务离开时，努尔将密码本和记有巴黎全体地下抵抗组织人员名单的工作手册遗留在房间。幸好旅馆老板是一个法兰西民族主义者，他从工作手册上找到努尔的电话号码，及时通知努尔领走工作手册。
两个多月以后，努尔自行选定巴黎市区靠近福奇街的一套公寓作为工作室，但该地点与德国盖世太保的秘密总部只有一街之隔。由于努尔选择的房间隔音性极差，且每次发报的时间固定在深夜11时至凌晨2时，而她敲击发报机按键的手法又极重，经常吵得周围邻居难以入睡。後來努尔的法国上级德里考特变节投靠德国，导致许多盟军发报员纷纷被捕，而努尔自行搬离原地址，致使她成为英国情报组织留在巴黎的唯一发报员。英国军方出于安全考虑安排努尔返回英国，但努尔拒绝离开。

## 被捕和处死
努尔的法国同事蕾妮·加里（法語：Renée Garry）向德国盖世太保告密，导致努尔被德国盖世太保逮捕。德国秘密警察在搜查努尔的房间时，从壁橱裡搜出了记录努尔收发电文的笔记本（特别行动署让努尔谨慎处理电文，原意是要求努尔及时销毁电文，但努尔理解为将电文存档）。
努尔被逮捕后投入巴黎监狱，并被严刑拷打，但始终保持沉默；努尔曾两次试图逃跑，但均未成功。

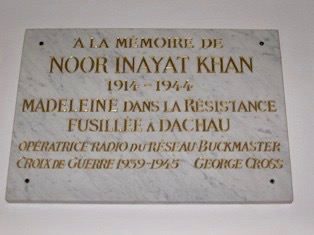
达豪集中营紀念館中的努尔紀念匾。

1944年9月11日，努尔被转押到达豪集中营，由威海姆·拉帕特进行审讯；尽管饱受严刑拷打，努尔没有透露任何信息。1944年9月12日，拉帕特将努尔带到达考集中营外的一處偏僻树林中，再次对她进行毒打，并剥光她全身衣服，但努尔始终不说话。拉帕特最后掏出手枪顶住努尔的头部，威胁要杀死她，努尔喊出“自由”后，被拉帕特用手枪杀死。

## 身后

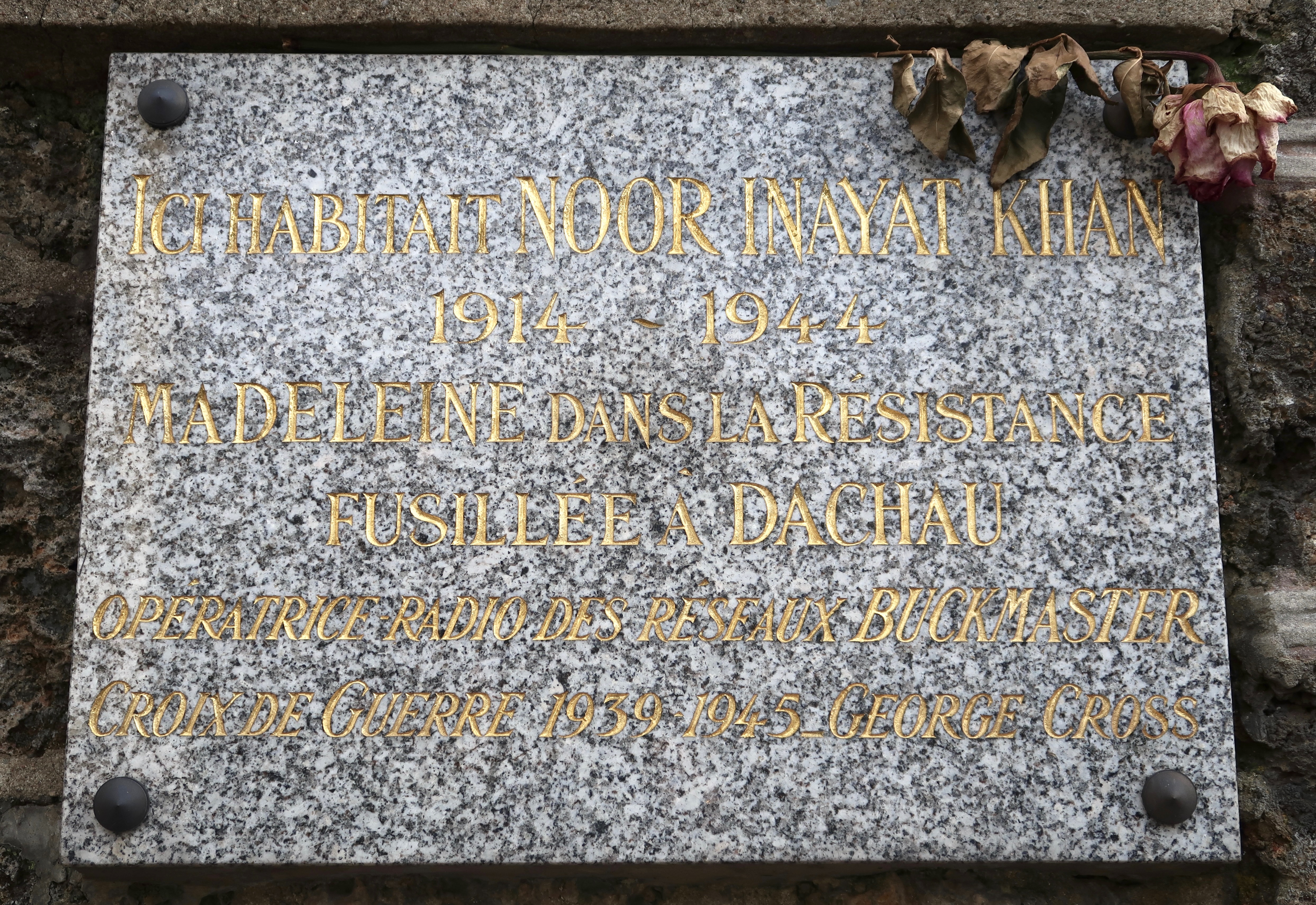
法國敘雷訥努尔故居的紀念匾。

努尔逝世15年后，她的家人才从集中营其他获释囚犯的口中得知努尔早已遇害。英国政府为了表彰努尔的坚贞不屈，特追授她喬治十字勳章和大英帝國勳章。
而参与杀害努尔的凶手拉帕特于战后被美军逮捕，1946年5月28日以战争罪罪名被绞刑处死。

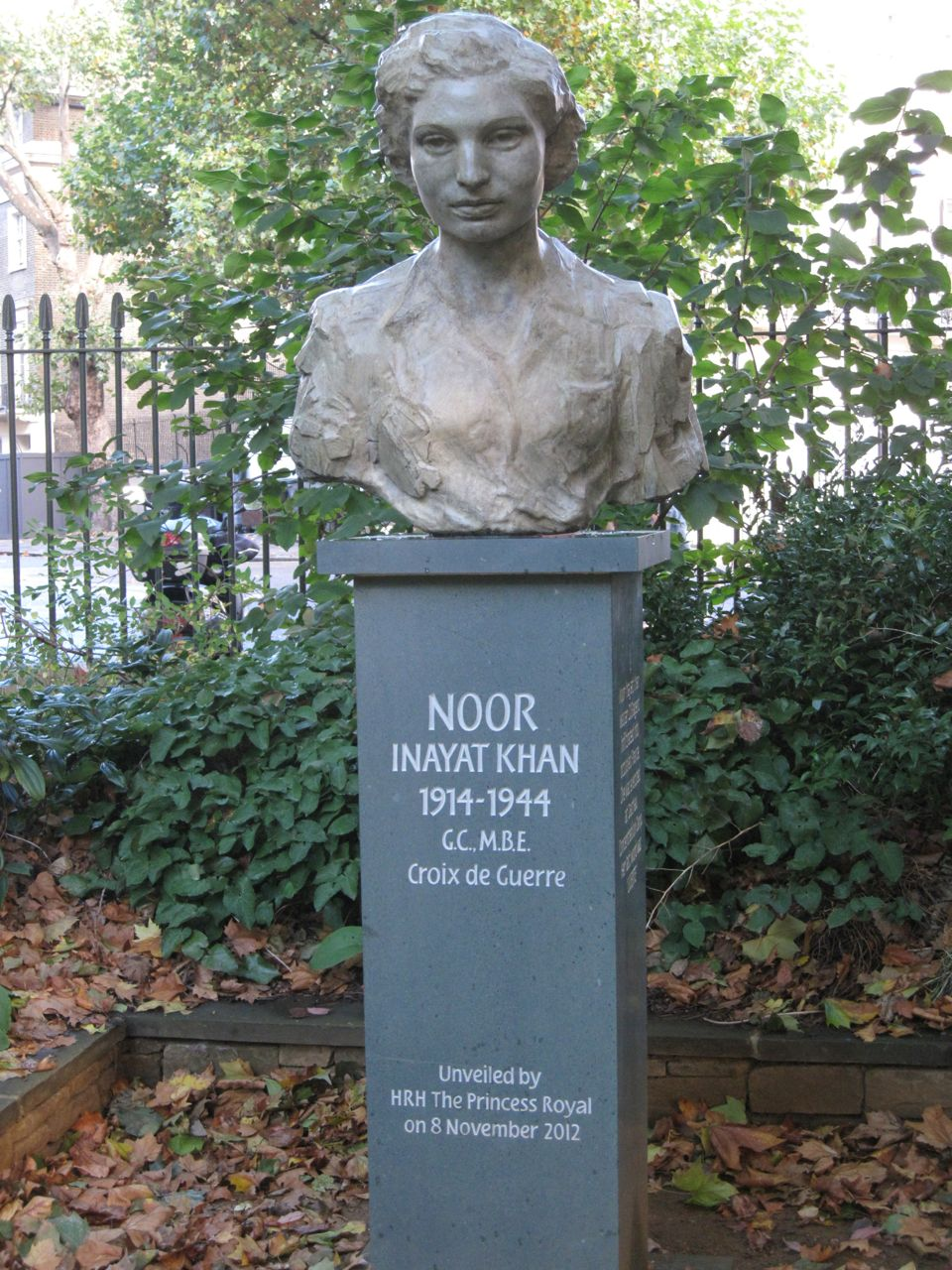
英国伦敦戈登广场的雕像。

2012年11月8日，英国伦敦戈登广场揭幕努尔的雕像，由英国安妮公主亲自为雕像揭幕。